# Skåléns Båtbyggeri

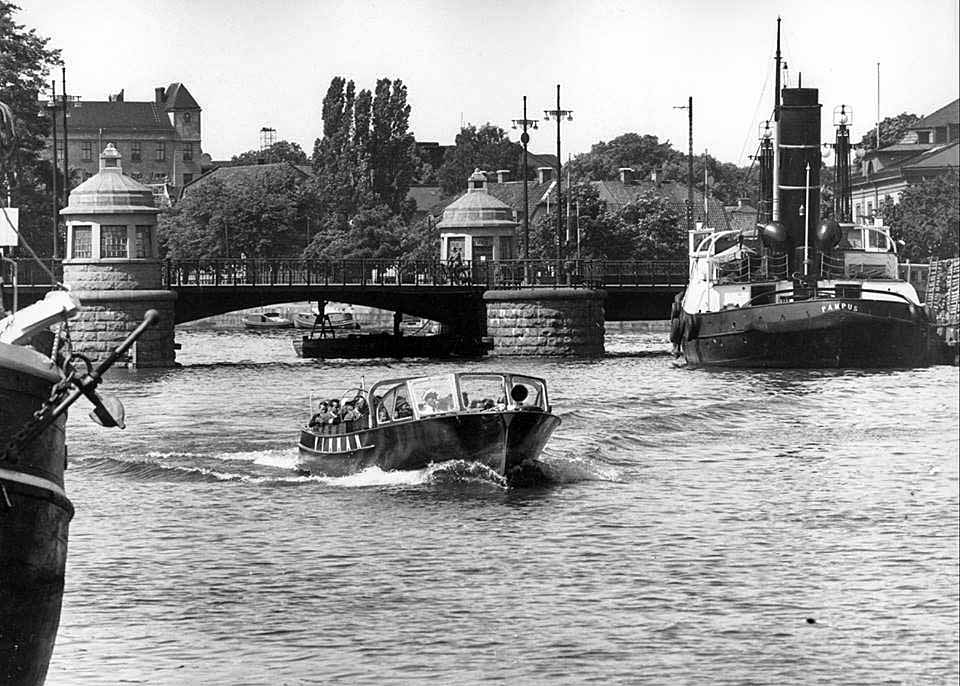
Vimman i Norrköping

Skåléns Båtbyggeri var ett svenskt småbåtsvarv vid Trädgårdsgatan i Säffle, som grundades 1947 av Gunnar Skålén och hans far Karl Skålén. Det lades ned 1979.
Den största produktionen var av segelbåtstypen Andunge, som ritades 1944 av norrmannen Thorvald Gjerdrum. Omkring 70 exemplar byggdes till bröderna Mats Seldén och Per Seldén (1932–2013) i Långedrag. 
På Säffle hembygdsgård finns permanent utställd en öppen motorbåt i mahogny, som byggdes 1971. 

## Byggda båtar i urval
- 1952 Vimman, rundtursbåt för Curt-Åke Wahlin i Norrköping
- 1954 Campingbåten M/Y Drott, konstruerad av Gunnar Skålén (1919–2012)
- 1961 Segelbåten Pärlan av typ Andunge, trä, konstruerad av Thorvald Gjerdrum (k-märkt)[1]
- 1961 Segelbåten Mia av typ Tärnunge, trä, konstruerad av Gösta Svensson (k-märkt)[2]